# Sanmarinská dálnice
Sanmarinská dálnice (místními nazývána jednoduše Superstrada) je pozemní komunikace v San Marinu vedoucí od italských hranic ze Serravalle přes Domagnano a Borgo Maggiore až do hlavního města San Marina. Jejím vlastníkem je vláda San Marina. Sanmarinská dálnice je skutečnou dálnicí od Serravalle do Borgo Maggiore, ale z Borgo do města San Marino se jedná pouze o silnici. Na hranicích s Itálií navazuje Superstrada na státní silnici SS72 (Strada statale 72 di San Marino), která vede do Rimini.
Stavba dálnice byla zahájena 10. srpna 1959 a dokončena 25. listopadu 1965. Část dálnice je postavena přes nyní nefunkční železniční trať Rimini-San Marino, která byla zničena při bitvě o Rimini.

## Průběh dálnice
|  | hranice s Itálií Dogana | 0 km   |
|  | Serravalle              |        |
|  | Domagnano               |        |
|  | Borgo Maggiore          |        |
|  | Borgo Maggiore          |        |
|  | San Marino              | 8,9 km |